# Catarina Nunes
Catarina Marianito Nunes (São Domingos de Rana, 2000) es una deportista portuguesa que compite en gimnasia en la modalidad de trampolín.
Ganó dos medallas en el Campeonato Mundial de Gimnasia en Trampolín, en los años 2021 y 2023, y dos medallas de bronce en el Campeonato Europeo de Gimnasia en Trampolín, en los años 2018 y 2024.

## Palmarés internacional
| Campeonato Mundial | Campeonato Mundial       | Campeonato Mundial | Campeonato Mundial |
| Año                | Lugar                    | Medalla            | Prueba             |
| ------------------ | ------------------------ | ------------------ | ------------------ |
| 2021               | Bakú (Azerbaiyán)        | Medalla de bronce  | Sincronizado       |
| 2023               | Birmingham (Reino Unido) | Medalla de plata   | Equipo mixto       |
| Campeonato Europeo |                          |                    |                    |
| Año                | Lugar                    | Medalla            | Prueba             |
| 2018               | Bakú (Azerbaiyán)        | Medalla de bronce  | Equipo             |
| 2024               | Guimarães (Portugal)     | Medalla de bronce  | Equipo             |